# Diamond Multimedia
Diamond Multimedia es una compañía estadounidense filial de BestData fabricante de componentes y periféricos informáticos multimedia. Actualmente fabrica tarjetas gráficas (con GPU ATI Radeon), tarjetas de sonido y módem (tanto 56K como ADSL).

## Productos
- Tarjetas gráficas: 
  - Speedstar gama baja ya descatalogada con chip Cirrus, Tseng, S3 Graphics
  - Stealth chip S3 y ATI
  - Edge 3D serie ya descatalogada con chip nvidia NV1
  - Monster3D:descatalogada, aceleradora 3D con chip 3dfx Voodoo 2
  - Viper: gama alta con GPU S3 Savage, nvidia y ATI Radeon
  - FireGL: gama profesional con chip 3DLabs e IBM, fue vendida a ATI

- Reproductores MP3: La gama RIO fue uno de los primeros reproductores MP3 de la historia, siendo su primer modelo el Río PMP300 lanzado al mercado en 1998

- Tarjetas de sonido

- Modems serie Supra

## Historia
En 1999 Diamond Multimedia se fusionó con S3 Graphics, por eso la GPU S3 Savage 2000 sólo estuvo disponible en la tarjeta gráfica Diamond Viper II. La empresa resultante de la fusión cambió de nombre a SONICblue en el año 2000.
En 2001 SONICBlue vendió S3 a VIA (inicialmente fue una joint venture) y FireGL a ATI. 
En 2003 SONICBlue presentó suspensión de pagos. Poco después su gama de reproductores MP3 Rio fue comprada por D&M Holdings (pero D&M abandonó el mercado MP3 en 2005) y el resto de productos (así como la marca registrada Diamond) por BestData que sigue comercializándolos.